# فهرست شهرهای استان همدان

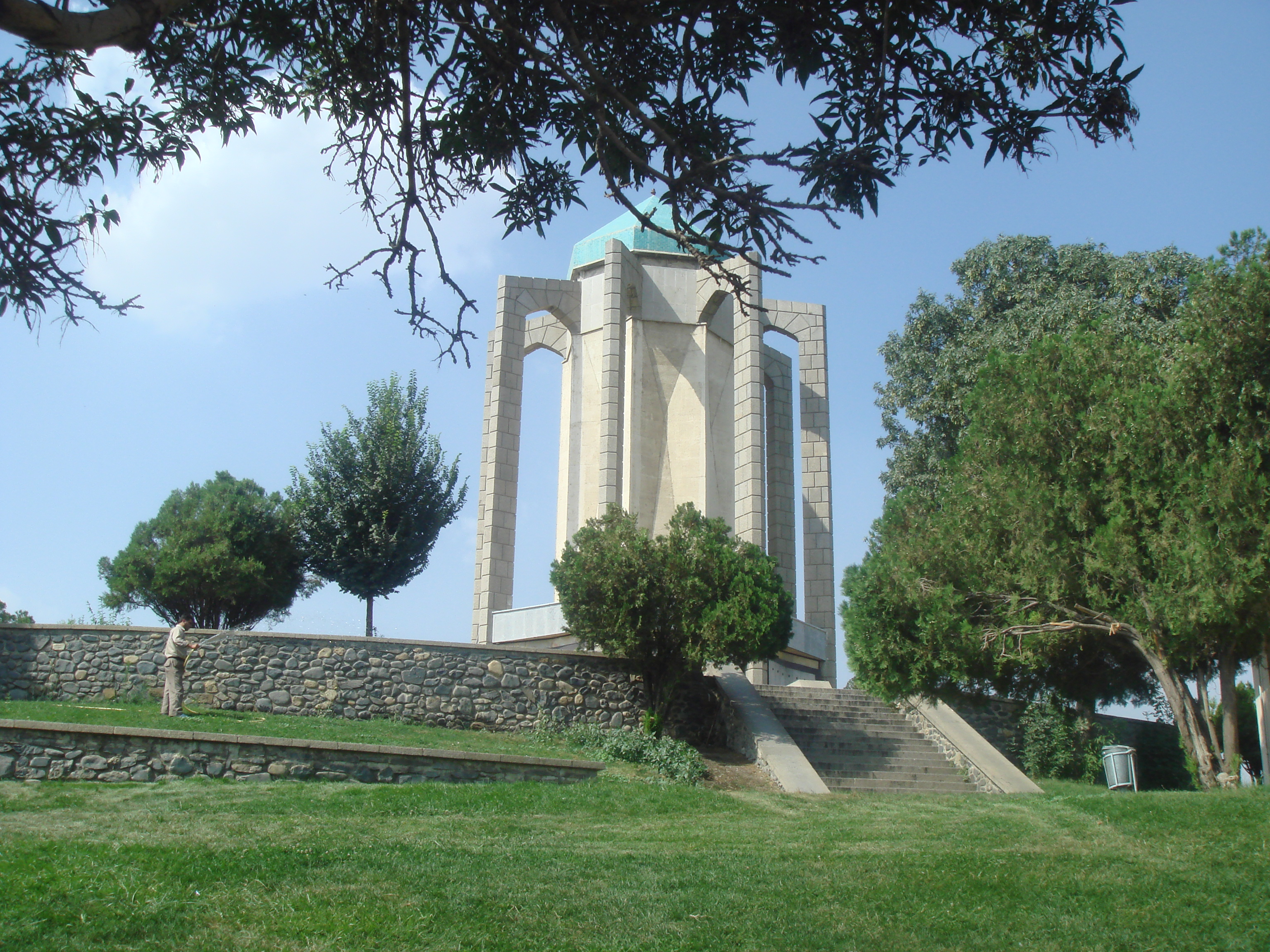
همدان؛ پرجمعیت ترین شهر استان همدان.

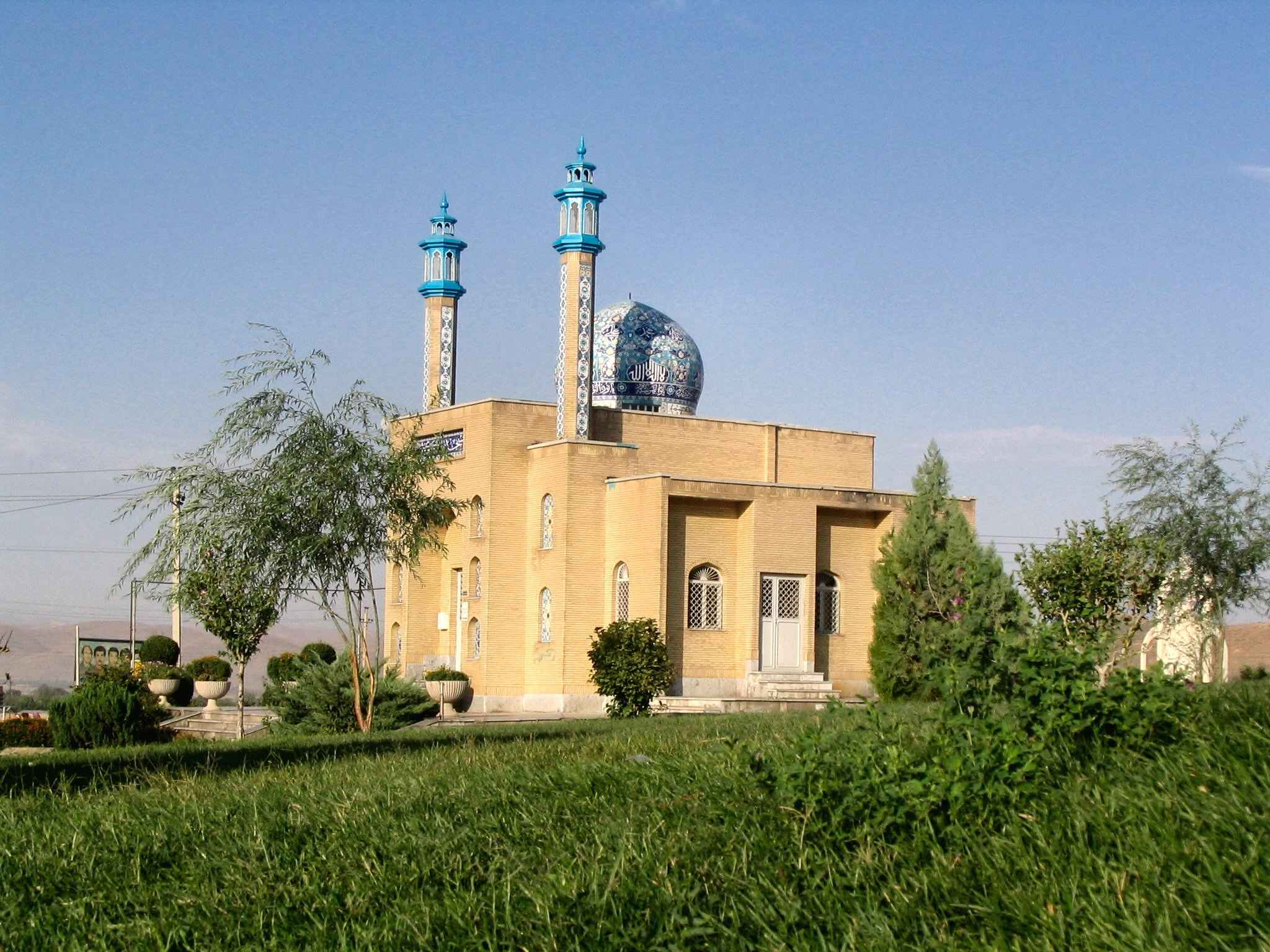
ملایر؛ دومین شهر پرجمعیت استان همدان.

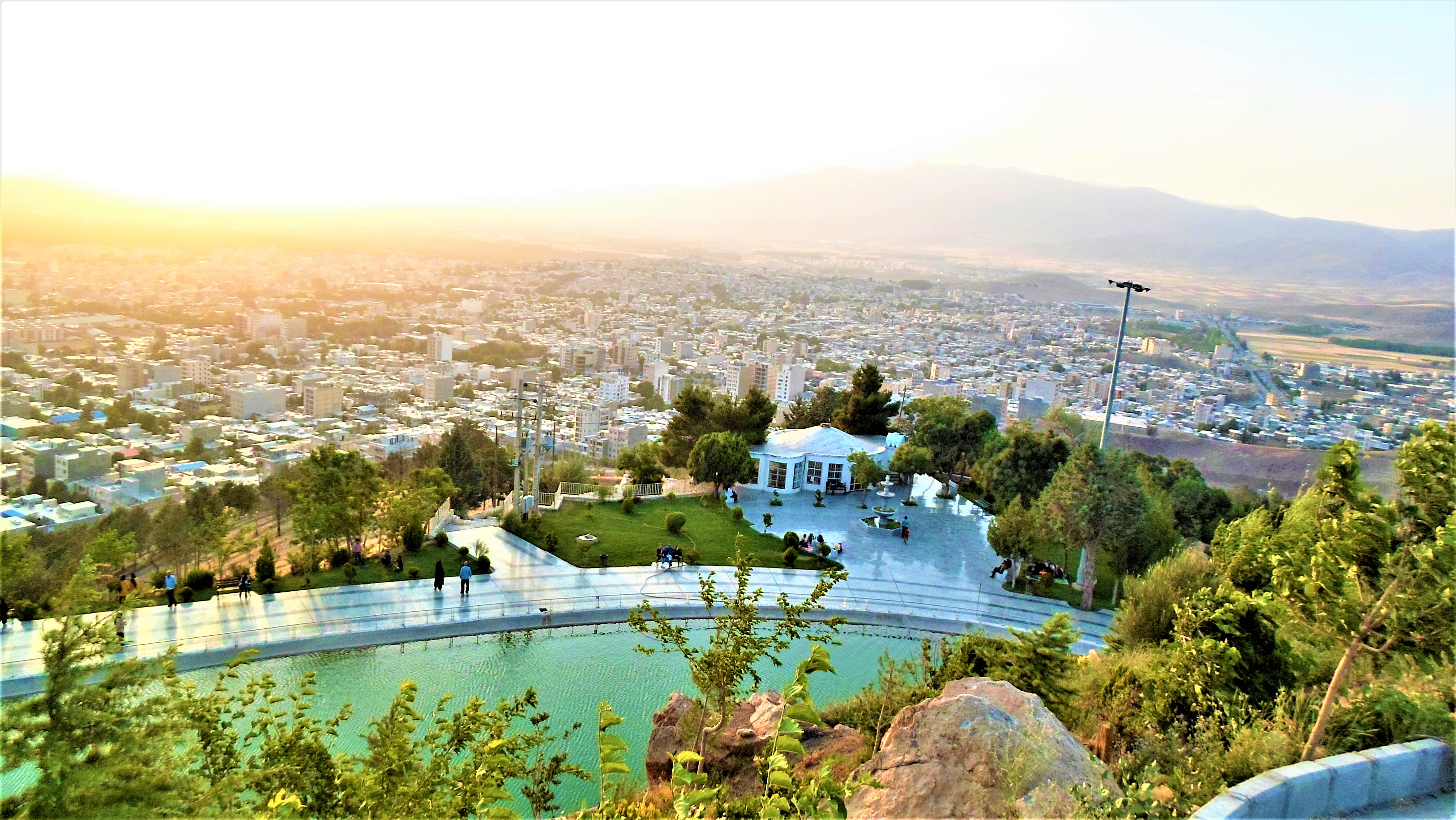
نهاوند ، سومین شهر پر جمعیت استان همدان (بام نهاوند)

جمعیت شهرهای استان همدان برپایهٔ سرشماری سال ۱۳۹۵ خورشیدی:
| ردیف | نام شهر        | شهرستان   | جمعیت سال (۱۳۹۵) | رتبه در شهرستان |
| ---- | -------------- | --------- | ---------------- | --------------- |
| ۱    | همدان          | همدان     | ۵۵۴٬۴۰۶          | ۱               |
| ۲    | ملایر          | ملایر     | ۱۸۰٬۲۳۷          | ۱               |
| ۳    | نهاوند         | نهاوند    | ۷۶٬۱۶۲           | ۱               |
| ۴    | تویسرکان       | تویسرکان  | ۵۵٬۷۰۸           | ۱               |
| ۵    | اسدآباد        | اسدآباد   | ۵۱٬۳۵۴           | ۱               |
| ۶    | کبودراهنگ      | کبودراهنگ | ۵۰٬۳۳۶           | ۱               |
| ۷    | بهار           | بهار      | ۳۵٬۸۵۶           | ۱               |
| ۸    | رزن            | رزن       | ۳۱٬۶۹۱           | ۱               |
| ۹    | لالجین         | بهار      | ۱۵٬۶۴۱           | ۲               |
| ۱۰   | فامنین         | فامنین    | ۱۵٬۳۸۶           | ۱               |
| ۱۱   | مریانج         | همدان     | ۱۱٬۷۶۲           | ۲               |
| ۱۲   | ازندریان       | ملایر     | ۱۱٬۲۷۱           | ۲               |
| ۱۳   | قروه درگزین    | درگزین    | ۱۰٬۲۳۱           | ۱               |
| ۱۴   | جورقان         | همدان     | ۹٬۶۲۱            | ۳               |
| ۱۵   | گیان           | نهاوند    | ۸٬۸۳۶            | ۲               |
| ۱۶   | صالح آباد      | بهار      | ۸٬۶۳۰            | ۲               |
| ۱۷   | مهاجران (بهار) | بهار      | ۸٬۵۱۷            | ۲               |
| ۱۸   | قهاوند         | همدان     | ۷۴۸۳             | ۴               |
| ۱۹   | فیروزان        | نهاوند    | ۵٬۶۳۶            | ۳               |
| ۲۰   | سامن           | ملایر     | ۴٬۷۲۴            | ۳               |
| ۲۱   | سرکان          | تویسرکان  | ۴٬۵۵۷            | ۲               |
| ۲۲   | دمق            | رزن       | ۳٬۷۸۳            | ۲               |
| ۲۳   | اسلام‌شهر آق‌گل  | ملایر     | ۴٬۲۵۱            | ۴               |
| ۲۴   | آجین           | اسدآباد   | ۳٬۶۳۴            | ۲               |
| ۲۵   | شیرین‌سو        | کبودراهنگ | ۳٬۰۶۰            | ۲               |
| ۲۶   | برزول          | نهاوند    | ۲٬۷۲۹            | ۴               |
| ۲۷   | ‌ گل‌تپه         | کبودراهنگ | ۲٬۶۹۵            | ۳               |
| ۲۸   | جوکار          | ملایر     | ۲٬۵۲۹            | ۵               |
| ۲۹   | فرسفج          | تویسرکان  | ۱٬۸۴۱            | ۳               |
| ۳۰   | زنگنه          | ملایر     | ۹۱۲              | ۶               |